# 皮奥里亚县
皮奥里亚县（英語：Peoria County）是美国伊利诺伊州的一个县，县治皮奥里亚。根据美国人口普查局2020年统计，共有人口18萬1,830人；人口比例白人約佔79.38%、非裔占16.1%、亞裔占1.66%。

## 历史
皮奥里亚县于 1825 年从富尔顿县成立。它以居住在那里的伊利尼维克人皮奥里亚 (Peoria)命名。它包括伊利诺伊河西部河谷的大部分地区，直至芝加哥河运输。

### 皮奥里亚县范围的变化

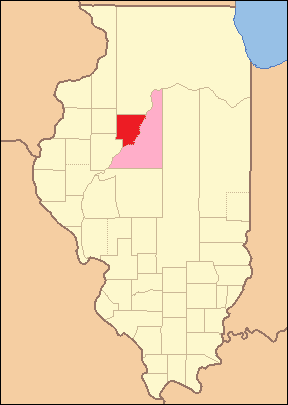
创建时的皮奥里亚县，附有未建制的领土。
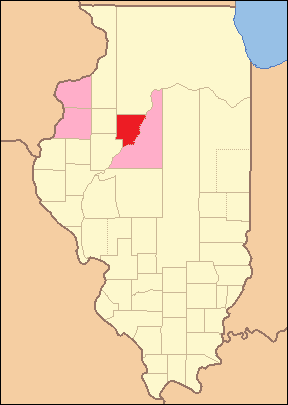
1826–1827年间的皮奥里亚县。新创建的默瑟县和沃伦县暂时隶属于皮奥里亚。
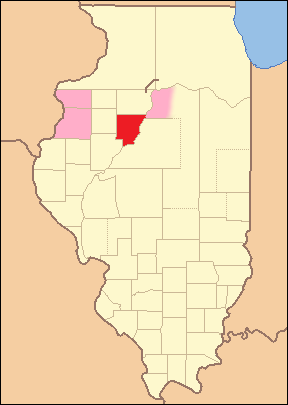
1827–1830年的皮奥里亚县。塔兹韦尔县的创建使皮奥里亚只剩下伊利诺伊河以东的一小片未建制的领土，其边界未确定。
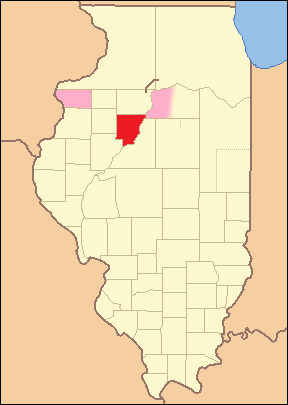
1830年，沃伦县脱离皮奥里亚，组织了自己的政府。
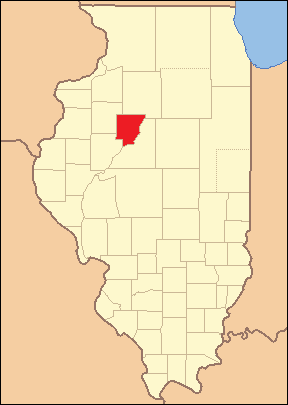
1831年，建立了皮奥里亚县现在的边界，默瑟县隶属于沃伦。

## 地理
根据美国人口普查局的数据，该县总面积为631平方英里（1,630平方公里），其中619平方英里（1,600平方公里）为陆地，11平方英里（28平方公里）（1.8%）为水域.该县由Spoon River、Kickapoo Creek、Elbow Creek和Copperas Creek排出。

### 气候和天气
近年来，皮奥里亚县城的平均气温从1月份的最低14°F（-10°C）到7月份的最高86°F（30°C），尽管创历史新低 - 1884年1月录得27°F（-33°C），1936年7月录得113°F（45°C）的历史新高。平均月降水量从1月的1.50英寸（38毫米）到5月的4.17英寸（106毫米）。

### 邻近县
- 诺克斯县—西北部
- 斯塔克县—北部
- 马歇尔县—东北部
- 伍德福德县—东部
- 塔兹韦尔县—南部
- 富尔顿县—西南

## 人口
| 调查年                                                    | 人口    | 备注 | %±     |
| --------------------------------------------------------- | ------- | ---- | ------ |
| 1840                                                      | 6,153   |      | —      |
| 1850                                                      | 17,547  |      | 185.2% |
| 1860                                                      | 36,601  |      | 108.6% |
| 1870                                                      | 47,540  |      | 29.9%  |
| 1880                                                      | 55,355  |      | 16.4%  |
| 1890                                                      | 70,378  |      | 27.1%  |
| 1900                                                      | 88,608  |      | 25.9%  |
| 1910                                                      | 100,255 |      | 13.1%  |
| 1920                                                      | 111,710 |      | 11.4%  |
| 1930                                                      | 141,344 |      | 26.5%  |
| 1940                                                      | 153,374 |      | 8.5%   |
| 1950                                                      | 174,347 |      | 13.7%  |
| 1960                                                      | 189,044 |      | 8.4%   |
| 1970                                                      | 195,318 |      | 3.3%   |
| 1980                                                      | 200,466 |      | 2.6%   |
| 1990                                                      | 182,827 |      | −8.8%  |
| 2000                                                      | 183,433 |      | 0.3%   |
| 2010                                                      | 186,494 |      | 1.7%   |
| 2020                                                      | 181,830 |      | −2.5%  |
| US Decennial Census 1790–19601900–1990 1990–20002010–2019 |         |      |        |

截至2020年美国人口普查，共有181,830人，其中包括73,253户家庭。人口密度为每平方英里301.2人（116.3/平方公里）。有83,034个住房单元，平均密度为每平方英里134.1个（51.8个/平方公里）。
该县的种族构成仅白人占73.5%，黑人或非洲裔美国人占18.8%，亚裔占4.1%，美洲印第安人占0.4%，夏威夷原住民和其他太平洋岛民占0.1%，两个或多个种族占3.1%， 5.1%是西班牙裔或拉丁裔，69.4%是非西班牙裔或拉丁裔的白人。就血统而言，根据2010年美国人口普查，德国人占28.3%，爱尔兰人占14.8% ，英国人占10.4% ，美国人占5.5% 。
75793户中，30.5%有未满18岁子女同住，44.1%为夫妻同住，14.1%为女户无夫，37.7%为非家庭，31.0%为全户是由个人组成的。平均每户人数为2.39人，平均家庭人数为3.00人。中位年龄为36.8岁。
该县家庭收入中位数为49,747美元，家庭收入中位数为63,163美元。男性的收入中位数为51,246美元，女性为32,881美元。该县的人均收入为28,157美元。约有10.3%的家庭和14.5%的人口处于贫困线以下，其中18岁以下人口占21.8%，65岁或以上人口占7.8%。

## 景点
- 格拉斯福德陨石坑
- 银禧学院州立公园
- WMBD 世界上最美丽的车道（Grandview Drive/Prospect）[13]
- 森林公园自然中心[14]
- 皮奥里亚高地塔公园[15]
- 岩岛步道

## 政治
1992年之前，皮奥里亚县和伊利诺伊州中部的大部分地区一样，是强烈支持共和党的区域。通常，只有当民主党总统候选人在全国范围内以压倒性优势获胜时，它才会投票给他们。它在1980年代中期开始逐渐远离共和党，罗纳德·里根 (Ronald Reagan)在1984年仅以55%的选票支持它就证明了这一点，尽管他在全国范围内以压倒性优势赢得连任。
从1992年开始，该县在每次总统选举中都支持民主党候选人，但除了2008年伊利诺伊州巴拉克奥巴马以近14个百分点的优势获胜外，从未超过10%。这种相对接近的结果在2004年最为明显，当时该县仅以70票的优势支持约翰·克里而不是乔治·W·布什。
在国会中，皮奥里亚县的代表是伊利诺伊州第 17 选区的民主党人Cheri Bustos和伊利诺伊州第 18 选区的共和党人Darin LaHood。
在伊利诺伊州参议院，皮奥里亚县的代表是第 37 立法区的共和党人Win Stoller和第 46 立法区的民主党人Dave Koehler 。在伊利诺伊州众议院，皮奥里亚县的代表是第73选区的共和党人莱恩西班牙、第91选区的共和党人马克勒夫特和第92选区的 民主党人杰汉戈登-布斯。

## 政府
皮奥里亚县由18名成员组成的县委员会管理，该委员会在每个月的第二个星期四举行会议。每个成员代表一个大约有10,000名居民的地区。
该县还选举审计员、巡回书记员、验尸官、县书记员、治安官、州检察官、地区主管（教育）和财务主管，任期四年。